# Adolf van Eyndhouts
Adolf van Eyndhouts (? - Schenkenschans, 30 november 1635) was een kolonel in Spaanse dienst en gouverneur van Schenkenschans.

## Biografie
Hij was een zoon van Adriaan van Eyndhouts en Margriet van Steenhuys. Hij was luitenant-kolonel in het regiment van de graaf van Emden, tot zijn vader wegens verraad terechtgesteld werd. Om de dood van zijn vader te wreken nam hij dienst in het leger van Filips IV van Spanje als kolonel over een regiment Duits voetvolk. Met dit regiment veroverde hij de "onneembare" Schenkenschans van de staatsen in de nacht van 27 op 28 juli 1635. 
Als beloning voor de verovering ontving Eyndhouts van kardinaal-infant Ferdinand van Oostenrijk een gouden ketting en vijftigduizend gulden en werd hij benoemd tot gouverneur van de Schenkenschans. 
Eyndhouts hield vier maanden lang stand tegen een belegering door Frederik Hendrik, totdat hij in zijn rug werd geschoten op 30 november dat jaar. Hij werd te Kleef in de Minderbroederskerk bijgezet. Hij was getrouwd met Anna Francisca van Oostfriesland, met wie hij een dochter had. Zij stierf vier maanden na Adolfs dood. Op de gevel van de kloostertuin te Kleef bevindt zich nog altijd een grote steen ter nagedachtenis.